# Fillières

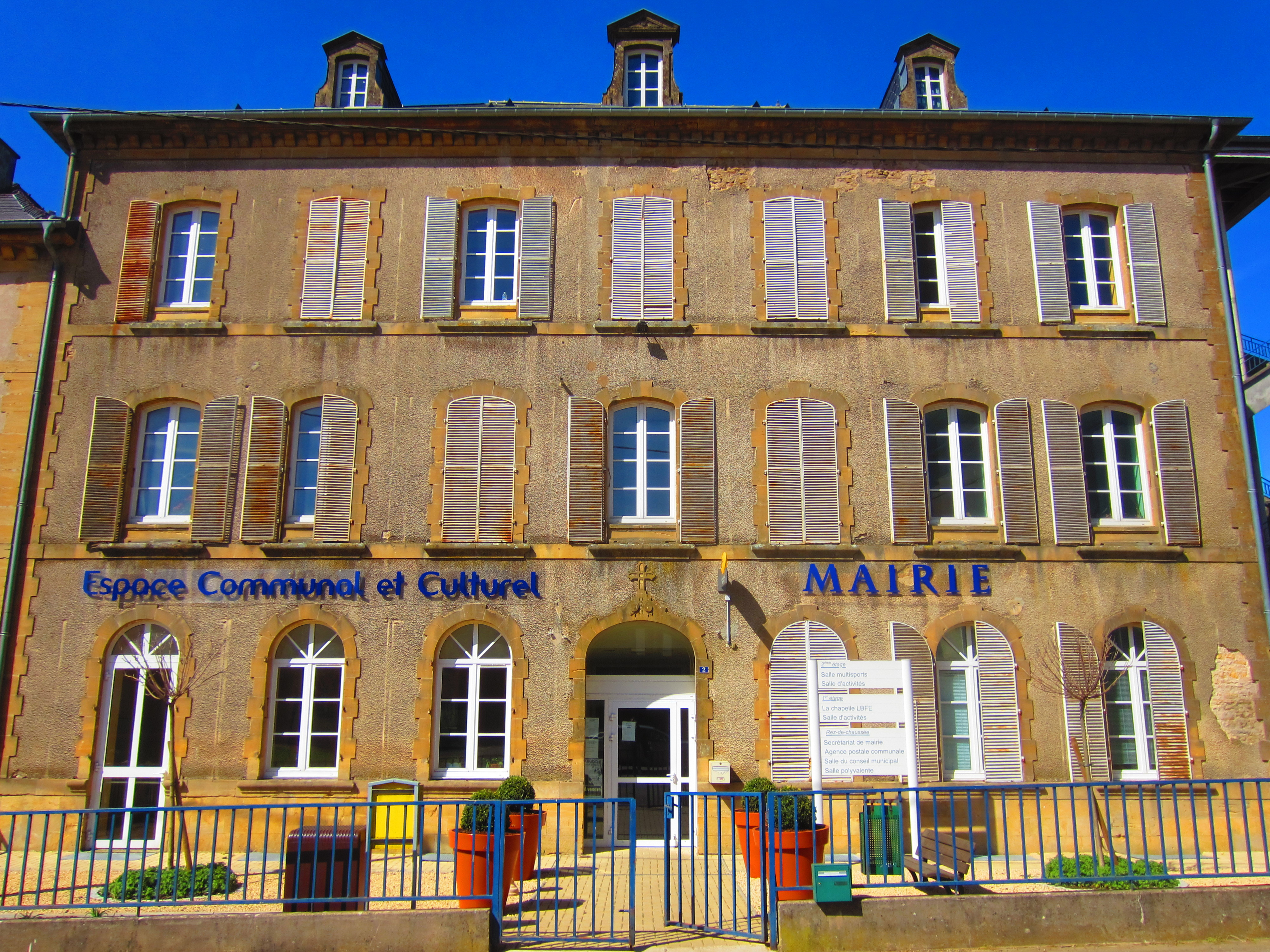
Gemeentehuis

Fillières is een gemeente in het Franse departement Meurthe-et-Moselle (regio Grand Est) en telt 396 inwoners (1999). De plaats maakt deel uit van het arrondissement Briey.

## Geografie
De oppervlakte van Fillières bedraagt 14,2 km², de bevolkingsdichtheid is 27,9 inwoners per km².
De onderstaande kaart toont de ligging van Fillières met de belangrijkste infrastructuur en aangrenzende gemeenten.

## Demografie
Onderstaande figuur toont het verloop van het inwonertal (bron: INSEE-tellingen).